# Чернокнижник (фильм)
«Чернокнижник» (англ. Warlock) — американский фильм ужасов 1989 года, поставленный Стивом Майнером по сценарию Дэвида Туи. В фильме сыграли  Джулиан Сэндс, Лори Сингер, и Ричард Э. Грант. Музыкальное сопровождение — Джерри Голдсмит. Рейтинг R+17. По мнению Джулиана Сэндса и ряда обозревателей картина приобрела культовый статус.
В центре сюжета противостояние охотника на ведьм и колдуна, стремящегося собрать книгу, на обложке которой написано имя Бога. Противостояние, которое начинается в XVII веке, переносится в Лос-Анджелес и заканчивается в XX веке.
Картина была закончена ещё в 1988 году, став одним из последних фильмов кинокомпании «New World Pictures», прежде чем та обанкротилась. Лишь в 1991 году компания «Trimark» выпустила фильм на экраны, решив обойтись ограниченным показом. Прокат принёс киностудии $ 9 094 451.
Первоначальный сценарий Дэвида Туи рассказывал историю о человеке, живущем в XVII веке и подвергающемся гонениям за колдовство, затем попадающем в XX век и вновь подвергающемся гонениям, но уже по другим причинам.
Картина получила продолжение в виде фильма «Чернокнижник: Армагеддон», снятого Энтони Хикоксом в 1993 году. А в 1999 году появилась картина «Чернокнижник 3: Последняя битва», снятая Эриком Фрейзером, с Брюсом Пейном в главной роли. По мотивам фильма был написан роман, выпущены комиксы и разработаны одноимённые игры для игровых приставок.

## Сюжет
На дворе 1691 год. В Бостоне, колония Массачусетс, охотником на ведьм Джайлзом Редферном пойман опасный преступник, бывший священник, обвиняемый в колдовстве. Он был приговорён к смертной казни за длинный список своих преступлений, в том числе убийство чёрной магией жены Редферна, исповедником которой был и на которую безрезультатно посягнул. Он ожидает казни, находясь в высокой башне, но внезапно надвигается шторм, над башней сгущаются тучи, пленник исчезает в смерче. За ним бросается Редферн. Они оба оказываются в Лос-Анджелесе, штат Калифорния XX века.
Попав в 1980-е годы, чернокнижник влетает в окно небольшого дома, где живёт девушка Кассандра, страдающая сахарным диабетом, и молодой человек по имени Честер, сдающий Кассандре дом внаём. Очнувшись, колдун отрубает палец Честеру, забрав его перстень со знаком Зодиака (у них один знак, Скорпион), и откусывает язык. Позже находит салон шарлатанки, которая называет себя медиумом и, вопреки её воле, получает послание от дьявола — собрать воедино разрозненную «Книгу теней», самый мощный колдовской гримуар. По преданию, если собрать книгу воедино, на обложке появится истинное имя бога и, если произнести его наоборот, можно обратить мироздание вспять. Шарлатанка умирает, а он забирает её глаза, которые использует как компас. Вскоре после этого прибывает Редферн, который приходит в дом Кассандры в поисках следов колдуна и находит там его кровь, при помощи которой, используя специальный компас, он узнаёт направление, в котором нужно искать чернокнижника. Девушка звонит в полицию, и Редферна арестовывают как психа, обезвредив его электрошокерами. Когда Кассандра видит, что игла на Компасе Ведьм двигается, она понимает, что Редферн, возможно, не псих. Колдун вернулся в дом, Кассандра увидела взломанную дверь, первая часть книги находилась в столе. Чернокнижник пытается схватить Кассандру, но лишь забирает её браслет и накладывает на девушку чары ускоренного старения — «за сутки набежит по два десятилетья».
Очнувшись утром в уборной, Кассандра с ужасом обнаруживает, что постарела на двадцать лет, и ей уже сорок, она вносит залог за Редферна, который сообщает ей, что если она не вернёт свой браслет, то умрёт через три дня от старости. Она решает объединиться с Редферном, чтобы вместе выследить чернокнижника. Тем временем колдун встречает маленького мальчика на качелях, он узнаёт, что мальчик не крещён, там же через некоторое время появляются Редферн и Кассандра. Редферн понимает, что мальчик был убит для получения жира, так как жир некрещёного ребёнка можно использовать для создания зелья, позволяющего летать. А чернокнижник уже летит на поиски второй части книги. На следующий день Кассандре уже 60 лет, она чувствует, что слабеет и её время на исходе.
Колдун уже нашёл вторую часть книги, в доме общины Меннонитов. Глава семейства замечает «ведьмины знаки» — лошадей в мыле, скисшее молоко, хлеб, который не хочет подниматься. Он рисует символ предостережения на своём амбаре, который замечает Редферн и просит Кассандру остановить машину. Встретившись со стариком, Редферн узнаёт, что символ оставил он, просит, чтобы семья покинула дом, а сам просит показать ему, как попасть на чердак, на котором открыто окно. Редферн даёт монетки Кассандре и старику, чтобы взяли в зубы, не выпускали и ни в коем случае не смотрели колдуну в глаза. Редферн находит страницу на чердаке, рвёт её, и видит, как страница опять срастается, а Кассандра удивлена тем, что он оставил страницу, хотя книга так ценна. Редферн понимает, что колдун обязательно вернётся за фрагментом. Так и происходит, завязывается бой, чернокнижник забирает страницу и улетает, но Редферн, словно копьём, сбивает его флюгером в виде креста, и далее пытается заковать его пальцы, чтобы тот не смог колдовать. Его держат Кассандра и старик, который не выдержал и посмотрел колдуну в глаза. У старика из глаз начинает идти кровь. Пока Редферн спасает жизнь старику, девушка отправляется в погоню за чернокнижником, забивая гвозди в его следы. В конце концов, с трудом, она всё-таки возвращает назад свой браслет, разрывая проклятье и возвращая себе свой возраст. Редферн спасает старика меннонита и просит Кассандру помочь ему, так как в случае проигрыша всё сущее перестанет существовать, он обещает защитить её.
Кассандра решает, что, если они хотят победить, им нужно найти третью часть книги раньше колдуна. В поисках третьего фрагмента они прилетают в Бостон, чтобы найти церковь, в которой тот хранится, колдун от них не отстаёт, так как он был на борту того же самолёта. Пастор в церкви рассказывает им что, согласно старому тексту, книгу разделили на три фрагмента, один спрятали в столе для причастия, попавшем в дом к Кассандре, вторая часть была отдана викарию, который спрятал страницы в шкаф на чердаке в доме меннонитов, а третья часть была захоронена на Бостонском кладбище. По прибытии Редферн проверяет, показывая Кассандре, что земля освящена и поэтому колдун не сможет войти. Между тем, пастор возвращается домой, видит свою беременную жену в руках колдуна и вынужден рассказать, где находится третий фрагмент книги.
На кладбище Кассандра и Редферн ищут место где были захоронены страницы, чтобы убедиться, что они в безопасности. Кассандра находит их в могиле Редферна, они уходят, полагая, что страницы книги в безопасности. Кассандра видит стенд, на котором написано, что проводятся земельные работы, в связи с чем проводятся перезахоронения. Это означает, что могила Редферна находится уже не в освящённой земле. Редферн не может прикоснуться к своему трупу, Кассандра взламывает гроб и видит страницы в руках мертвеца. Появляется колдун и требует страницы, они бегут от него, но тот ловит Кассандру и протыкает ей ступню гвоздями, призывая Редферна, который толкает колдуна на освящённую землю от чего тот обжигается, однако он справляется с Редферном, а Кассандру сбрасывает в воду, после он собирает книгу воедино, на которой появляется имя Rokisha или Roaisha, но он не успевает произнести имя, так как Кассандра, выбравшись из воды, вкалывает ему инъекцию солёной воды (на кладбище бил соляной источник, и Кассандра, свалившись в него лицом, ощущает вкус соли, а шприц у нее как у диабетика всегда с собой, чтобы вколоть инсулин) в шею, что и убило колдуна. (Редферн рассказывал Кассандре, что чародеи ненавидят соль, она им смертоносна, они все едят без соли).
Редферн исчезает в вихре, а Кассандра видит надпись, появляющуюся на могильной плите Редферна: «Я буду помнить тебя всегда, пока время существует». В финале Кассандра прячет книгу посреди огромного высохшего соляного озера Бонневилль, чтобы, раз соль им пагубна, ни один колдун не смог ее оттуда вытащить.

## В ролях
- Джулиан Сэндс — Чернокнижник
- Лори Сингер — Кассандра
- Ричард Э. Грант — Джайлз Рэдферн
- Мэри Воронов — Вызыватель духов
- Брэндон Колл — Маленький мальчик
- Йен Эберкромби — Магистр
- Кевин О’Брайан — Чез
- Ричард Касс — Меннонит
- Алан Миллер — Следователь
- Анна Левин — Жена Пастора
- Дэвид Карпентер — Пастор
- Фрэнк Рензулли — Таксист

- Ричард Э. Грант
- Джулиан Сэндс
- Лори Сингер
- Мэри Воронов

## Производство

### Сценарий
Сценарист Дэвид Туи изначально задумывал совсем другую историю. В первоначальном варианте Чернокнижник был положительным персонажем, который подвергался гонениям за колдовство в XVII веке и попав в наше время подвергся бы преследованиям, но уже по другим причинам. Но, потратив на работу 6-8 недель, ему пришлось пересмотреть концепцию, когда стало ясно, что бюджетные ограничения не позволят реализовать изначальный замысел.

### Подбор актёров
В связи с тем, что история начинается в США колониальной эпохи, режиссёр Стив Майнер настоял, чтобы главные роли, Чернокнижника и Рэдферна, были отданы британским актёрам. Продюсер Арнольд Копельсон предложил кандидатуру Джулиана Сэндса на роль Редферна (изначально роль предлагали знаменитому британскому актёру Шону Коннери), а сам Майнер приметил кандидатуру Ричарда Э. Гранта на роль Чернокнижника, но в итоге режиссёр решил поменять актёров ролями. 
Сэндс изначально не был заинтересован в предложенной роли, решив, что фильм будет типичным слешером. Поэтому, когда он впервые получил сценарий, то не стал его читать, посчитав, что этот кинопроект ему не подходит. Но когда всё же прочитал сценарий, он ему очень понравился. Сэндс решил, что это скорее чёрная комедия, полная смысла, а не фильм ужасов, и он был рад возможности поработать со Стивом Майнером .
По прошествии почти 30 лет, Сэндс с удивлением узнал, что картина была настоящим хитом 1990-х годов в Польше, хотя для него это был очередной фильм. Благодаря тому, что Шон Конери отказался, на роль пригласили Гранта, который, по мнению Сэндса, был превосходен и стал отличным фоном для него. Сэндс был поражён тем, что некоторые поклонники смотрели этот фильм с родителями в 5-6 лет, так как считал что это фильм неподходящий для детей. Называл опыт съёмок в этом фильме шекспировским. Сам колдун по мнению Сэндса был классическим причудливым злодеем, с тонкими манерами, умеющим замысловато изъясняться. Он был противоположностью Джорджу Эмерсону, персонажу фильма «Комната с видом», юному свободолюбивому человеку, стремящемуся познать мир, борющемуся со своими демонами с помощью поэзии.
Для Гранта картина стала первой голливудской работой и единственным фильмом в карьере, где Гранту пришлось сыграть брутального персонажа. Он считал этот опыт поучительным.

### Съёмки
Во время съёмок с актрисой Лори Сингер не раз возникали проблемы, она стала настоящей головной болью для гримёра Карла Фулертона. Это было связано со сложным макияжем, который ей приходилось наносить, чтобы показать старение. В день, когда ей предстояло сыграть сорокалетнего персонажа, она отказалась наносить макияж, который делает цвет её лица серым, а также одевать седой парик и использовать протезы. Для съёмок в образе шестидесятилетней она согласилась использовать протезы для щёк и подбородка, однако отказалась использовать протезы для носа и глаз.
Основная часть кинофильма была снята в США. Начало картины, изображающее XVII век, было снято в Плимуте, штат Массачусетс, а позднее съёмки проводились в Бостоне. Сельский дом и красный амбар – место проживания семьи меннонитов – снимались в «Сельском доме Джорджа Вашингтона», который являлся достопримечательностью открытой для посещения. Финал картины, со сценами на кладбище, был отснят в Лос-Анджелесе, это было связано с материально-техническим снабжением и спецэффектами. Сцена, в которой героиня Лори Сингер закапывает книгу, была отснята на реальном соляном озере «Бонневилль».
Работа по созданию специальных эффектов была перенесена из одной студии в другую по финансовым соображениям. По сюжету чернокнижник должен был иметь возможность метать снаряды эктоплазмы в своих врагов, однако пришлось отказаться от этой идеи, так как подобное могло быть достигнуто только с помощью анимации. Съёмки проходили без специалистов по специальным эффектам, и съёмочной группе пришлось работать на свой страх и риск, рассчитывая, что специалисты смогут обработать отснятый материал.
 В процессе монтажа ряд сцен по тем или иным причинам не вошли в окончательную версию картины. Например, сцена в которой героиня Воронов разрывает свою блузку и вместо её сосков появляются глаза сатаны. После того как чернокнижник получает послание, героиня Воронов замерзала, а герой Сэндса должен был разбить её тело что бы извлечь глаза из груди. Эта сцена была вырезана после тестовых показов, так как часть аудитории считала её смешной, а другая излишне жестокой. Майнер так же считал, что глаза на сосках не вяжутся с общей концепцией фильма. На одном из рекламных снимков показано, как герой Сэндса сидит в круге со связанным петухом, создавая ведьмин компас для поиска Джайлза и Касандры. Именно так по сюжету он должен был найти их в аэропорту.

## Музыкальное сопровождение
Было написано композитором Джерри Голдсмитом.

## Прокат
Картина была закончена в 1988 году, став одним из последних фильмов кинокомпании «New World Pictures», прежде чем компания обанкротилась. Лишь в 1991 году компания «Trimark Pictures» выпустила фильм на экраны, решив обойтись ограниченным показом.

## Сборы
Прокат принёс киностудии $9 094 451.

## Критика
В основном фильм получил смешанные отзывы. Так, несмотря на обилие вопросов, которые возникали во время просмотра, критик «The New York Times» Винсент Кендби охарактеризовал картину как «неожиданно интересную с примесью комичности». Журнал «People» отозвался о фильме, как о скромном, развлекательном, малобюджетном фэнтези, которое способно отвлечь вас от рутины, если вы не слишком требовательны. С другой стороны критик «Los Angeles Times» Майкл Увилмингтон заявил, что в картине не было ни ума, ни человечности, ни даже ужаса. Журнал «Entertainment Weekly» осудил специальные эффекты, которые использовались в картине, считая что подобное можно увидеть в магазине шуток. Журнал «TV Guide» заявил, что грим, наложенный на героиню Сингер, не создал ощущения старения её персонажа.

## Продолжение
В 1993 году вышел первый фильм-продолжение под названием «Чернокнижник: Армагеддон» режиссёра Энтони Хикокса. Главную роль вновь исполнил Джулиан Сэндс. По словам режиссёра Хикокса, Сендс сыграл своего персонажа, но при этом в совершенно другой истории. В 1999 году в свет вышла очередная картина по мотивам первого фильма с названием «Чернокнижник 3: Последняя битва». Она была поставлена Эриком Фрейзером, однако главную роль исполнил Брюс Пейн.
Сценарий фильма был адаптирован Рейем Гартоном в новеллу изданную в 1989 году. Это новелла включает в себя детали и подробности, не вошедшие в окончательную версию фильма.
В 1995 году появилась игра с одноимённым названием для игровых приставок Super Nintendo Entertainment System и  Sega Genesis. Сюжет игры следует сценарию первого фильма, однако в него включены и детали второй картины, такие как друиды и рунические камни.
Как часть договора между компаниями Lionsgate и Bluewater Productions в 2009 году была выпущена серия комиксов «Чернокнижник».